# Double Cola
Double Cola is een lokaal geproduceerd Amerikaans frisdrankmerk dat met name wordt gedistribueerd ten oosten van de rivier Mississippi. Daarnaast is het internationaal op enkele plaatsen verkrijgbaar
The Double Cola Company heeft haar hoofdkantoor in Chattanooga (Tennessee). In 1980 werd het door het Londense K.J. International, Inc. aangekocht van het Canadese bedrijf Pop Shops International. Het bedrijf werd oorspronkelijk opgericht in 1922 met destijds als belangrijkste producten "Double Orange" en "Good Grape". Deze producten worden ook nu nog verkocht, maar dan onder de nieuwe merknamen "Jumbo Orange" en "Jumbo Grape". Het product Double Cola werd ontwikkeld in 1933 en werd al gauw het vlaggenschip van het bedrijf. Niet veel later werd het bedrijf zelfs naar dit nieuwe succesvolle product genoemd. Aanvankelijk werden alle varianten gebotteld door kleine lokale bedrijfjes, maar tegenwoordig wordt nagenoeg de gehele productie verzorgd en gebotteld in Huntsville (Alabama).

## Marketing
Double Cola was eerder verkrijgbaar in een groter gedeelte van het zuiden van de V.S. In het zuiden van de staat Indiana, en dan met name in Evansville, wordt het product gezien als deel van de lokale cultuur. Ooit werd Double Cola aangeboden als goedkoop alternatief voor Coca-Cola en soortgelijke frisdranken, maar nu wordt Double Cola gezien als een A-merk in e regio met een prijs die vergelijkbaar is met of soms zefs hoger dan die van Coca-Cola. Er is ook een light-variant op de markt gekomen.